# منى مرعشلي
منى محمد مرعشلي (مواليد 15 يوليو 1958 في منطقة المصيطبة في بيروت - 5 ديسمبر 2016) هي مغنية لبنانية، والدتها هي نازك المرعشلي. تُوفيت على أثر نوبة قلبية حادة أصابتها في 5 ديسمبر 2016 عن عمر يُناهز 58 عام، مع العِلم أنَّ والدتها نازك تُوفيت قبل شهرين من وفاتها.
كانت أول بدايات مُنى في برنامج ستوديو الفن وذلك في عام 1973 حيث أذهلت الجميع بصوتها وعرفت بغنائها للسيدة أم كلثوم، وتعاملت منى مع العديد من الشعراء والملحنين منهم الأخوين الرحباني وفيلمون وهبي وزياد الرحباني ومحمد ماضي وفيصل المصري ونور الملاح وغيرهم.

## أغانيها
لديها عدد كبير من الأغاني، ومن أشهرها:
- شمس المغارب.
- يا شمس عمري غيبي.
- مالي ومالك يا هوى.
- تركني إنسالي إسمي.
- لك شوقة عندنا.
- علشان عيونك.
- ليه تحلف بعنيا.

## روابط خارجية
- منى مرعشلي على موقع ميوزك برينز (الإنجليزية)